# Deštníková revoluce

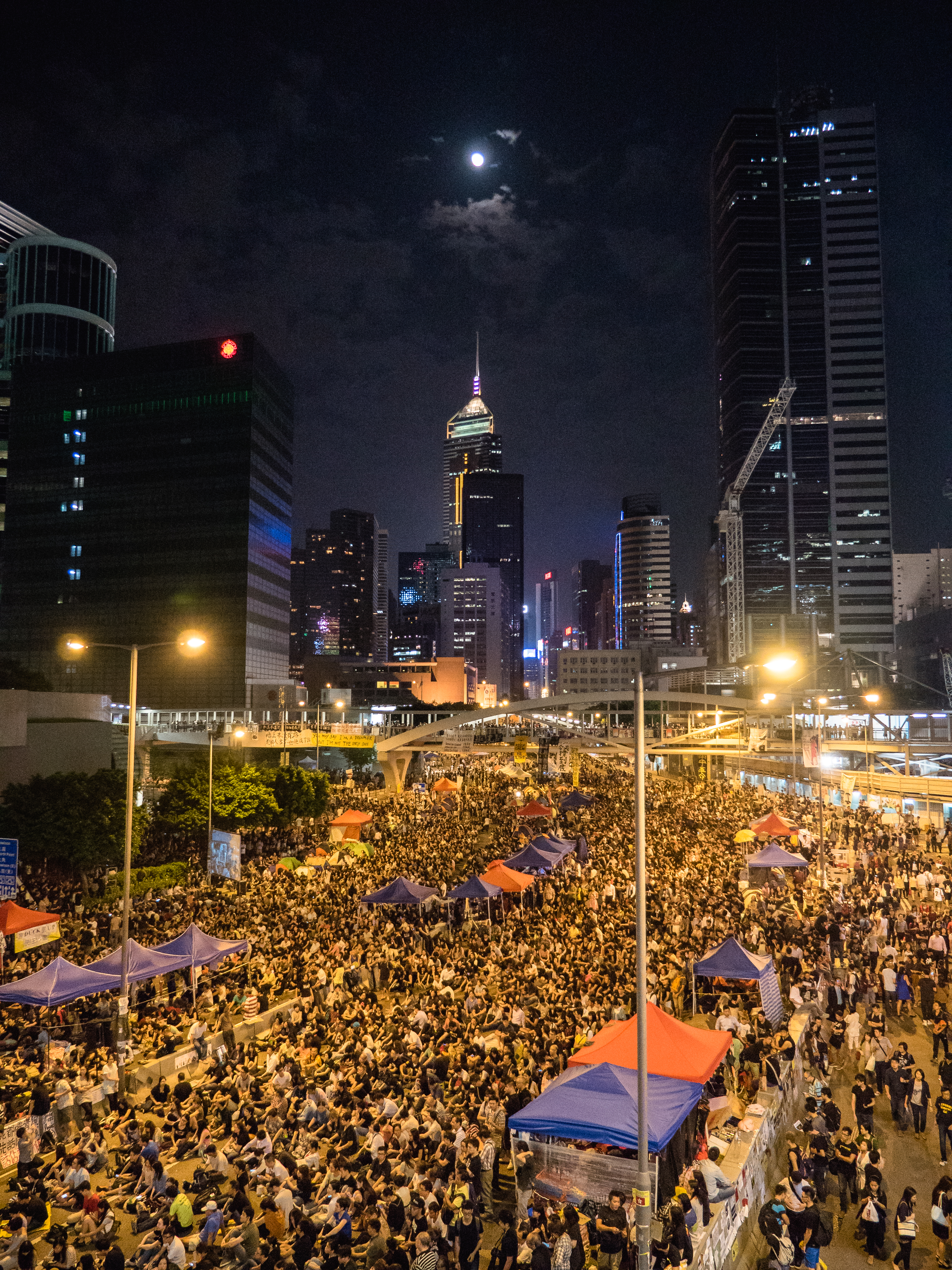
Protestní shromáždění ve čtvrti Admirality na ostrově Hongkong (říjen 2014)

Deštníková revoluce (někdy nepřesně jako deštníkové hnutí) je označení pro sérii masových studentských demonstrací namířených proti reformě volebního systému schválené čínskou vládou, které probíhaly v Hongkongu v období od září do prosince 2014. Protesty trvaly celkem 79 dní, ale nevedly k žádnému politickému výsledku.

## Průběh protestů

### Pozadí a vypuknutí demonstrací
Politickým pozadím tzv. deštníkové revoluce byl přechod Britského Hongkongu pod správu pevninské Číny v roce 1997 a s tím spojená rostoucí ekonomická závislost na ČLR a postupné omezování občanských svobod – navzdory příslibu, že až do roku 2047 (tj. po dobu padesáti let) budou v oblasti zachovány dosavadní politické a ekonomické poměry (princip „jedna země, dva systémy“).
Bezprostředním impulzem k vypuknutí protestů bylo rozhodnutí Číny změnit způsob výběru nového správce Hongkongu, které oznámila v srpnu 2014. Už v nejbližších volbách v roce 2017 měl být zrušen systém otevřených nominací a o kandidátech měla rozhodovat ústřední čínská moc prostřednictvím speciální komise. V reakci na to hned v září vypukly první studentské demonstrace, k nimž se přidala i řada vysokoškolských učitelů; brzy se začalo protestovat přímo ve vládním areálu a během několika dnů demonstrace získaly masový charakter. Začaly se stavět barikády, některé školy a banky zůstaly uzavřeny a 26. září protestující obsadili část města s vládními úřady. Demonstrace však probíhaly velmi poklidně. Policie zasahovala proti účastníkům protestů poměrně tvrdě – kromě jiného pepřovým sprejem a slzným plynem, proti nimž se demonstranti chránili právě pomocí deštníků, které daly protestům jméno. Postup hongkongské policie se stal terčem kritiky části mezinárodní veřejnosti.

### Říjen 2014

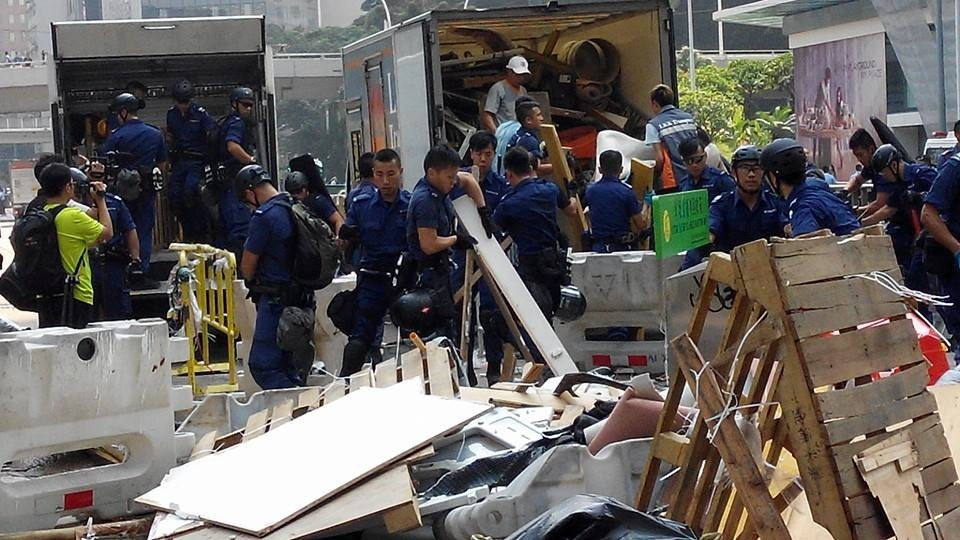
Policie uklízí barikády demonstrantů (14. října 2014)

Na přelomu září a října se protestů účastnilo už několik desítek tisíc převážně mladých Hongkonžanů; v oblasti musela být omezena místní doprava. Ke dvěma studentským organizacím (hnutí Scholarism a Hongkongské federaci studentů) se přidalo nově zformované hnutí Occupy Central with Love and Peace (OCLP, tzv. „deštníkové hnutí“), a společně pak daly místní vládě několik ultimát, včetně požadavku na odstoupení správce Leung Čchun-jinga. Čína reagovala kromě jiného přísnou cenzurou na sociálních sítích a omezením informování o demonstracích ve státních médiích; k protestům se vyjádřil čínský vládní list Žen-min ž’-pao, ministr zahraničí Wang I a nepřímo také čínský vůdce Si Ťin-pching. Samotný Leung Čchun-jing odmítl rezignovat.
Situace se poprvé vyhrotila 3. října, kdy bylo několik demonstrantů zadrženo a zraněno skupinami jejich odpůrců, proti nimž údajně policie nezasáhla. Vůdci protestů, do jejichž čela se postavil sedmnáctiletý student Joshua Wong, proto dočasně odvolali plánované rozhovory s představiteli vlády pod vedením Carrie Lamové – přesto však preventivně uvolnili blokádu sídel hongkongských úřadů, aby předešli policejnímu zásahu. Po přechodném několikadenním zeslábnutí protestů ale vláda zrušila plánované rozhovory s vůdci studentů, Leung jim odkázal, že původní záměr změnit podmínky voleb v roce 2017 trvá, a počty demonstrantů začaly opět stoupat. Jejich tábory vyrostly v lidnatých obchodních čtvrtích Admirality, Causeway Bay a Mongkok.
V noci ze 14. na 15. října policie přistoupila k dosud nejnásilnější akci a začala rozebírat barikády aktivistů; čínské úřady zároveň přitvrdily rétoriku proti protestům. Rozebírání barikád a násilné noční střety mezi policii a demonstranty pokračovaly i v několika dalších dnech.

### Listopad 2014
Protesty propukly znovu po dvou týdnech, v noci z 5. na 6. listopadu. Ke srážkám s pořádkovými silami došlo ve čtvrti Mongkok, kde několik desítek demonstrantů uspořádalo protestní pochod v maskách anglického atentátníka Guye Fawkese. Během celého měsíce pokračovaly další demonstrace maskovaných účastníků, vyklízení protestních zón, odstraňování barikád a násilné střety mezi demonstranty a policií. Koncem listopadu byli zadrženi dva ze studentských vůdců, Joshua Wong a Lester Shum, ve čtvrti Mongkok byl po několikadenních potyčkách vyklizen první ze tří protestních táborů a na přelomu měsíců došlo k dalším střetům, vůbec nejnásilnějším od začátku protestů.

### Prosinec 2014
V reakci na násilnosti z předchozí noci oznámil vůdce protestů Joshua Wong hned 1. prosince zahájení časově neomezené protestní hladovky, kterou však po čtyři a půl dnech ukončil. Závěrečný úder proti demonstrantům policie zahájila 11. prosince: na základě soudního rozhodnutí vyklidila hlavní tábor aktivistů ve čtvrti Admirality, odstranila barikády a zatkla několik desítek demonstrantů, kteří odmítli tábor opustit. O čtyři dny později pak vyklidila i poslední, nejmenší tábor ve čtvrti Causeway Bay, čímž byly aktivity protestního hnutí definitivně ukončeny. Blokace různých částí Hongkongu trvala celkem 79 dní. Malé demonstrace inspirované deštníkovou revolucí se nicméně odehrály ještě o týden později, během nocí na 24. a 25. prosince.

## Důsledky a ohlasy
Protesty tzv. deštníkového hnutí nedosáhly žádného cíle a správkyní Hongkongu byla roce 2017 zvolena pročínská představitelka místní vlády Carrie Lamová. Aktivista Joshua Wong byl v roce 2018 za svou roli v organizování protestů odsouzen na tři měsíce vězení.
Režisér Matthew Torne vytvořil dva dokumentární filmy s tematikou protestů roku 2014: Joshua: Teenager vs. Superpower (2017) o Joshuovi Wongovi a Po deštníkové revoluci (2018), portrét pětice účastníků demonstrací z různých částí hongkongské společnosti.